# Alles ist Designer
Alles ist Designer (auch Alles Ist Designer)  ist ein Album, das der österreichische Rapper Money Boy am 24. November 2016 unter dem Namen Why SL Know Plug veröffentlichte.

## Hintergrund
Im Gespräch mit der Kronen Zeitung sagte Why SL Know Plug:

„Jetzt ist alles Designer, das bezieht sich nicht nur auf Kleidung, sondern einfach insgesamt auf das ganze Produkt und die Musik. Design im Sinne von qualitativ hochwertig.“

Das Cover zeigt ein mit flüssigem Gold überzogenes Gesicht.

## Titelliste
| Nr.          | Titel                                    | Länge |
| ------------ | ---------------------------------------- | ----- |
| 1.           | Ysl                                      | 2:57  |
| 2.           | Dip                                      | 2:36  |
| 3.           | Rite Back                                | 2:35  |
| 4.           | Alles ist Designer (feat. Young Kira)    | 4:12  |
| 5.           | Ananassaft                               | 3:28  |
| 6.           | Gib mir Neck (feat. Hustensaft Jüngling) | 3:39  |
| 7.           | Bad Bitch                                | 3:43  |
| 8.           | Mazerati                                 | 2:49  |
| 9.           | Chancen (feat. LGoony)                   | 4:00  |
| 10.          | It is what it is Song                    | 2:29  |
| 11.          | Out the Mud                              | 3:36  |
| 12.          | Louis V Leather                          | 3:00  |
| 13.          | We gettin Money (feat. Alley Boy)        | 3:46  |
| 14.          | Like a Tattoo 2                          | 4:00  |
| 15.          | Cali Rarri (feat. Timmie Turnup)         | 3:52  |
| 16.          | Mongoose                                 | 2:00  |
| 17.          | Ysl Beezy (Respeck)                      | 2:28  |
| 18.          | Gang auf der Chain                       | 3:18  |
| Gesamtlänge: | Gesamtlänge:                             | 58:31 |

## Rezeption
Laut.de vergab 3 von 5 Sternen: Johannes Jimeno lobte unter anderem die „neuerdings professionelle[...]“ Produktion, die Features und Why SL Know Plugs „unerreichte[n] bilinguale[n] Mischmasch aus Englisch und Deutsch“. Allerdings warf er dem Album Überlänge vor, zumal der Künstler „beinahe über nichts anderes rapp[e] außer Money, Bitches ficken, Cars und feinste Mode“. Auch bedauerte der Rezensent, dass „Adlibs leider kaum noch ein[ge]streut“ würden.